# 诺曼·泰勒
诺曼·泰勒（英語：Norman Taylor，1899年4月15日—1980年12月14日），加拿大男子赛艇运动员。他曾代表加拿大参加1924年夏季奥林匹克运动会赛艇比赛，获得男子八人单桨有舵手银牌。